# Mateus Moreira
Mateus Moreira (Uruaçu, São Gonçalo do Amarante, 3 de outubro de 1645) foi um mártir católico brasileiro. Foi canonizado em 15 de outubro de 2017 pelo Papa Francisco, juntamente com os demais Mártires de Cunhaú e Uruaçu.

## Biografia
Mateus Moreira era um leigo, camponês e sacristão, que estava na missa de 3 de outubro de 1645 quando tropas do governo neerlandês sob o comando do judeu Jacob Rabbi executaram todos os fiéis que estavam na missa dominical, presidida pelo Padre Ambrósio Francisco Ferro, que também foi martirizado. Mateus Moreira teve o coração arrancado pelas costas enquanto exclamava: "Louvado Seja o Santíssimo Sacramento".
São Mateus Moreira era o sacristão da Igreja Matriz de Nossa Senhora da Apresentação - Catedral Antiga.

## Patrono dos Ministros Extraodinários
Na 43ª Assembleia Geral da CNBB, em Itaici/São Paulo em 2005, aprovou São Mateus Moreira como "Patrono dos Ministros Extraordinários da Comunhão Eucarística". Em dezembro de 2005, a CNBB comunicou que o Dicastério para o Culto Divino e Disciplina dos Sacramentos, da Santa Sé, havia aprovado o nome do santo como patrono dos Ministros.